# Chorotis
Chorotis är en ort i Argentina.   Den ligger i provinsen Chaco, i den norra delen av landet, 800 km norr om huvudstaden Buenos Aires. Chorotis ligger 76 meter över havet och antalet invånare är 1 445.
Terrängen runt Chorotis är mycket platt. Runt Chorotis är det mycket glesbefolkat, med 6 invånare per kvadratkilometer.. Chorotis är det största samhället i trakten.
Trakten runt Chorotis består i huvudsak av gräsmarker.